# Leopoldo Galtieri
Leopoldo Fortunato Galtieri Castelli (Caseros, 15 luglio 1926 – Buenos Aires, 12 gennaio 2003) è stato un generale e politico argentino, fra coloro che cospirarono contro la presidente Isabel Martínez de Perón e che parteciparono al colpo di stato del 1976.
Galtieri faceva parte della giunta militare di governo diretta dal generale Jorge Rafael Videla, che sospese le garanzie costituzionali, dissolse le associazioni politiche e sindacali e mise in atto un meccanismo di repressione senza precedenti. Fu dittatore e presidente del paese dal 22 dicembre 1981 al 18 giugno 1982.

## Biografia
Leopoldo Galtieri era figlio di una coppia di lavoratori argentini, discendenti a loro volta di immigrati italiani originari di Mormanno, paese calabrese della provincia di Cosenza. Nel 1943, all'età di 17 anni, si arruolò nel Colegio Militar de la Nación per studiare come ufficiale nel ramo dell'ingegneria civile e nel 1949 si laureò presso la Scuola delle Americhe dell'esercito statunitense. Un anno più tardi si era conquistato il grado di geniere combattente, e nel 1975, dopo più di 25 anni di servizio nell'esercito, era infine divenuto comandante del corpo del genio militare argentino.
Fu un fervente sostenitore del colpo di Stato militare del 24 marzo 1976, quando Jorge Rafael Videla prese il potere in Argentina rovesciando la presidente in carica Isabel Perón. Galtieri fu uno stretto collaboratore di Videla e si distinse per la dura repressione messa in atto durante il golpe, che gli permise di conquistare la sua fiducia, valendogli l'ascesa al titolo di maggiore generale nel 1977, e di generale supremo nel 1980.
Durante il governo della junta militare il parlamento ed i sindacati furono sospesi, i partiti politici ed i governi provinciali vennero vietati, e furono abolite tutte le garanzie costituzionali e sindacali, dando inizio a quella che sarà poi ricordata come la guerra sporca. Decine di migliaia di persone furono ritenute appartenenti all'ala sinistra "sovversiva", fatte arrestare, torturare, e "sparire" dalla società. Torture ed esecuzioni di massa erano all'ordine del giorno. L'economia, già malridotta prima del colpo di Stato, recuperò per un breve periodo, quindi si deteriorò ulteriormente.
All'inizio del 1981 Galtieri visitò gli Stati Uniti d'America e fu ricevuto molto calorosamente dall'amministrazione Reagan, che vedeva nel suo regime un baluardo dell'anticomunismo. Il consigliere della sicurezza nazionale (National Security Advisor) Richard Allen lo descrisse come "maestoso generale" (majestic general).
Il 29 marzo 1981 Videla fu deposto dai militari del suo stesso regime, e sostituito da Roberto Eduardo Viola, il quale continuò il regime terroristico del suo predecessore, deponendo però tutti i suoi vecchi collaboratori, tra cui anche Leopoldo Galtieri, allontanato dalla politica a tempo indeterminato. Il governo Viola non mantenne però le promesse fatte e pagò poco i soldati, causando la ribellione dei militari e la deposizione di Viola stesso, che il 22 dicembre 1981 venne definitivamente sconfitto e sostituito da Leopoldo Galtieri, autoproclamatosi presidente a vita dell'Argentina, con poteri assoluti e la facoltà di scegliersi un successore.

### Presidenza
Dal marzo del 1982 Galtieri incrementò ulteriormente la ferocia del regime, e molte altre migliaia di persone furono uccise; i militari torturavano le persone in qualunque posto le trovassero: nei garage, nei bagni e persino nelle case. Le vittime tra il dicembre 1981 e il giugno 1982 furono all'incirca 9.000 secondo i calcoli più modesti, mentre altre 30.000 erano state uccise durante la dittatura di Videla.
Galtieri mantenne il diretto controllo dell'esercito e non nominò un nuovo generale supremo. Tentò di riparare l'economia riducendo le spese pubbliche e vendendo fuori dal paese tutte le restanti industrie ancora di proprietà dello Stato, comprimendo la riserva monetaria e congelando gli stipendi. Istituì riforme politiche limitate che portarono a forti espressioni di dissenso e dimostrazioni anti-junta, ben presto divenute manifestazioni comuni di chi auspicava un ritorno alla democrazia.

#### Operación Rosario
Tra il marzo e l'aprile 1982 in Argentina si susseguirono 5 manifestazioni (di cui 3 organizzate dai familiari dei desaparecidos), tutte represse nel sangue; la popolarità di Galtieri diminuiva inesorabilmente, mentre l'inflazione saliva alle stelle e il PIL scendeva dell'11,45%. Per calmare gli animi e riconquistare consensi tra la popolazione, Galtieri, il 26 marzo dello stesso anno, decise di dare il via all'Operación Rosario, che prevedeva l'invasione delle Isole Falkland (chiamate Isole Malvinas dagli argentini). I militari argentini, guidati dall'ammiraglio Jorge Anaya, diedero inizio all'invasione il 2 aprile 1982, e in poco tempo vinsero la blanda resistenza dei 50 marine inglesi stanziati nelle Falkland/Malvine.

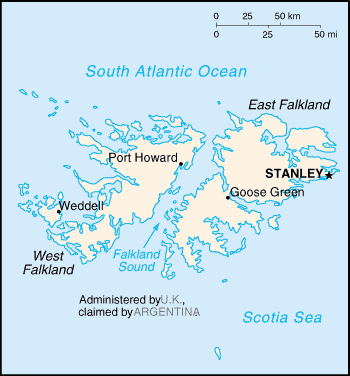
Mappa delle Isole Falkland

Galtieri dichiarò le "Malvinas" una provincia dell'Argentina. Come previsto, gran parte della popolazione sembrò entusiasta di questo successo e le manifestazioni anti-junta furono sostituite da quelle patriottiche in suo favore. Ma le Isole Falkland erano troppo importanti per la corona britannica e il Regno Unito e molti altri Paesi in tutto il mondo condannarono l'annessione. Il Consiglio di Sicurezza delle Nazioni Unite approvò la risoluzione 502, che faceva appello al ritiro immediato delle truppe argentine e all'immediata cessazione delle ostilità.
Galtieri, come molti osservatori, pensava che le forze armate britanniche non sarebbero state in grado (perché troppo lontane o prive dei mezzi necessari) di contrastare il suo esercito. Tuttavia il Regno Unito era deciso a riconquistare le Falkland.
L'amministrazione repubblicana di Ronald Reagan adottò un atteggiamento ambiguo, diviso tra la lealtà verso il tradizionale alleato britannico ed i rapporti con il governo argentino (Stati Uniti e Argentina erano entrambi firmatari del "Patto di Rio" o "Trattato Inter-Americano di Assistenza Reciproca", che vincola i Paesi membri alla reciproca assistenza). In marzo, il segretario di stato Alexander Haig, attraverso l'ambasciatore in Argentina, ammonì il governo del paese sudamericano a non dare il via all'invasione. Ronald Reagan richiese assicurazioni a Galtieri che non sarebbero state invase le isole e offrì l'opera mediatoria del vice presidente George H. W. Bush, ma la proposta venne rifiutata.
L'amministrazione era divisa: Haig, il segretario alla difesa Caspar Weinberger e il vice segretario di stato per gli affari politici Lawrence Eagleburger erano favorevoli ad un deciso appoggio al Regno Unito, temendo che una posizione diversa avrebbe minato i rapporti tra i Paesi NATO. Thomas Enders, vice segretario di stato per l'America Latina e Jeane Kirkpatrick, ambasciatrice all'ONU e avversaria di Haig, sostenevano al contrario che il supporto a Londra avrebbe minato l'impegno anticomunista in Sud America. Reagan disse di non capire la contesa "per quella sperduta terra ghiacciata", ma sostenne blandamente la posizione di Haig. Il segretario di stato intraprese una missione tra Londra e Buenos Aires, ma, alla fine del mese di aprile, Reagan accusò l'Argentina del fallimento dei negoziati, dichiarò l'appoggio statunitense alla Gran Bretagna, la rifornì di armi, ed impose sanzioni economiche al paese sudamericano.
Unico alleato argentino fu il Perù, il quale come si è scoperto da documenti e testimonianze recenti, sarebbe entrato in guerra contro il Cile se esso fosse andato in guerra contro l'Argentina.
Alla fermezza di Margaret Thatcher sulla vicenda delle isole Falkland può dunque essere attribuita parte del merito della caduta della dittatura militare in Argentina e del ritorno della democrazia in quel Paese.
In seguito alle continue pressioni diplomatiche e a trattative infruttuose, il Regno Unito, con l'appoggio di USA e Nuova Zelanda, decise dunque di riprendersi le isole. La guerra delle Falkland durò circa due mesi; un migliore addestramento e, in misura minore, un equipaggiamento superiore, servirono a controbilanciare il grande vantaggio numerico e geografico dell'Argentina: vi erano infatti oltre 10.000 soldati argentini nelle Falkland e il grosso del contingente britannico si trovava a 13.000 km dalla zona di guerra. Come risultato i morti inglesi furono appena 255 e quelli argentini ben 632, dei quali la metà nell'affondamento dell'incrociatore General Belgrano.
Nel giugno 1982, Stanley/Puerto Argentino fu riconquistata e come conseguenza, nonostante le promesse di mitigamento della persecuzione degli oppositori, nessuno era più disposto ad ascoltare Galtieri che, il 18 giugno 1982, diede le dimissioni, dopo 6 mesi di sanguinaria dittatura. Dopo il breve interim di Alfredo Oscar Saint-Jean, venne sostituito da Reynaldo Bignone che in un primo momento si proclamò presidente a vita e continuò a perseguitare i propri oppositori, ma in seguito alle proteste dell'opposizione, nel 1983, fu costretto a permettere lo svolgersi di libere elezioni. Bignone perse nettamente e al suo posto venne eletto il radicale cinquantaseienne Raúl Ricardo Alfonsín. L'Argentina era infine tornata alla democrazia.

### Processo
Nel 1985 fu assolto nel processo alla Giunta Militare Argentina, dove era imputato per crimini contro l'umanità. Nel 1986 ha ricevuto una condanna a 12 anni di carcere e degrado, per le sue azioni nel conflitto.
Gli appelli successivi non servirono a cambiare l'esito del processo. Galtieri rimase in prigione fino al 1991, anno in cui il presidente Carlos Menem, gli concesse l'indulto.
Nel luglio 2002 Galtieri fu nuovamente imputato in accuse civili riguardo al rapimento di bambini, la scomparsa di 18 simpatizzanti di sinistra verso la fine degli anni settanta (mentre era comandante del secondo corpo dell'esercito) e la scomparsa (o morte) di tre cittadini spagnoli risalente allo stesso periodo. A processo concluso, Galtieri fu posto agli arresti domiciliari.
Malato di cancro al pancreas, morì per un attacco di cuore il 12 gennaio 2003, all'età di 76 anni.